# Zija Çela
Zija Çela (ur. 25 marca 1946 w Szkodrze) – albański pisarz i publicysta.

## Życiorys
Pochodził z rodziny robotniczej. W wieku 5 lat stracił ojca. W 1968 ukończył studia z zakresu języka i literatury albańskiej na Uniwersytecie Tirańskim. Od 1969 pracował jako nauczyciel we wsiach okręgu Kukës. W 1977 przeniósł się do redakcji miesięcznika literackiego Nëntori (Listopad), a w 1984 objął stanowisko redaktora naczelnego pisma literackiego Drita (Światło). Od 2000 pisze cotygodniowe felietony do dziennika Albania.

## Twórczość
Jest jednym z najpłodniejszych żyjących pisarzy albańskich. Dorobek literacki pisarza obejmuje kilkanaście powieści, zbiory opowiadań, a także scenariusz do filmu Në pyjet me borë ka jetë i dramat Shtëpia e lepujve.

### Powieści
- 1979: Një verë pa lamtumirë
- 1989: Mali i tejdukshëm
- 1990: Gjaku i dallëndyshes
- 1992: Gjysma e Xhokondës
- 1996: Monedha e dashurisë
- 1998: Banketi i hijeve
- 2002: Lëngata e hënës
- 2005: Las Varrezas
- 2009: SOS, një buzëqeshje
- 2010: Goja e Botës
- 2011: Apokalipsi sipas Shën Tiranës
- 2012: Pika drite në Eklips
- 2012: Buza e kuqe dhe gjaku i errët
- 2014: Arkipelagu Spiritus
- 2017: Ora e Zooparkut
- 2018: Djalli komik
- 2019: Lavjerrësi i qytetit

### Opowiadania
- 1971: Yje mbi lumë
- 1974: Jeta në shtëpinë tonë
- 1979: Pëllumbat e janarit
- 1984: Buletini i borës
- 1986: Tregime te zgjedhura
- 1987: Eklips dhe proza të tjera
- 1995: Një fjalë me lejen e Zotit
- 2000: Oborri i një tirani të fshehtë
- 2002: Gjaku im i errët (opowiadania)
- 2021: Thika pa gjak: tregime

### Inne
- 1990: Shtëpia e lepujve (dramat)
- 2007: Për dashurinë shkruhet pas vdekjes (wspomnienia)
- 2017: Dashuri e kripur (poezja)

## Nagrody i wyróżnienia
- 1984: Nagroda państwowa za Buletini i borës
- 1996: Nagroda ministra kultury za powieść roku (Monedha e dashurisë)
- 2006: Nagroda ministra kultury Srebrne Pióro za powieść roku (Las Varrezas)
- 2012: Nagroda im. Petro Marko za powieść roku (Apokalipsi sipas Shën Tiranës)
- 2012: Nagroda im. o. Zefa Pllumiego za najlepsze utwór prozatorski roku (Buza e kuqe dhe gjaku i errët)

W 2016 został uhonorowany przez prezydenta Bujara Nishaniego Orderem Nderi i Kombit (Honor Narodu).